# Casablanca (film)

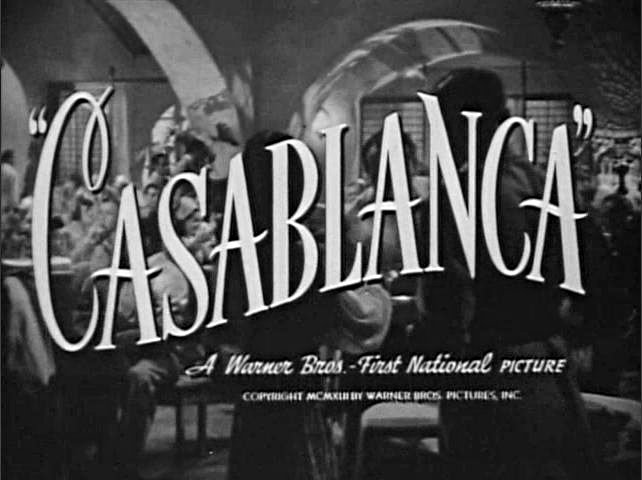
Titlul filmului

Casablanca este un film american de dragoste din 1942, regizat de Michael Curtiz și avându-i ca protagoniști pe Humphrey Bogart, Ingrid Bergman și Paul Henreid, iar în alte roluri pe Claude Rains, Conrad Veidt, Sydney Greenstreet, Peter Lorre și Dooley Wilson. Scenariul filmului a adaptat piesa Everybody Comes to Rick's de Murray Burnett și Joan Alison.
Având acțiunea petrecută în timpul celui de-Al Doilea Război Mondial, filmul se concentrează asupra unui om împărțit între, după cuvintele unui personaj, dragoste și virtute. El trebuie să aleagă între dragostea sa pentru o femeie și ajutarea ei și a soțului ei, lider al Rezistenței cehe, să scape din orașul Casablanca, care făcea parte din Marocul controlat de Regimul de la Vichy, pentru a-și continua lupta împotriva naziștilor.
„Casablanca” este considerat unul dintre cele mai bune filme ale secolului XX. Deși era un film din „lista A”, cu actori consacrați și scenariști de primă mână (Julius J. Epstein, Philip G. Epstein și Howard Koch), nimeni nu se aștepta ca filmul să aibă un succes extraordinar; era considerat doar unul dintre sutele de filme produse la Hollywood în fiecare an. Totuși, filmul a avut parte de un succes important, chiar dacă nu extraordinar, încă de la premiera sa, fiind lansat în grabă pentru a beneficia de avantajul publicității invaziei aliate în nordul Africii, care avusese cu câteva săptămâni mai devreme. În ciuda faptului că Bogart a interpretat primul său rol romantic, Casablanca a câștigat trei premii Oscar, inclusiv Premiul Oscar pentru cel mai bun film. Personajele sale, dialogul și muzica au devenit reprezentative, iar filmul a crescut în popularitate până la punctul în care este inclus acum în mod constant în pozițiile superioare ale listelor celor mai bune filme din toate timpurile.

## Rezumat
Rick Blaine (Humphrey Bogart) este un expatriat american, amar și cinic, care locuiește în Casablanca la începutul lunii decembrie a anului 1941. Clubul său de noapte, unde se organizau jocuri de noroc, "Rick's Café Américain", atrăgea o mare varietate de clienți, precum reprezentanți ai stăpânirii franceze, ofițeri naziști sau italieni, refugiați care căutau să ajungă în SUA sau hoți. Deși Rick pretinde mereu că este neutru în toate aspectele, se dovedește mai târziu că el a livrat arme Etiopiei pentru a combate invazia invazia italiană din 1935 și a luptat de partea republicanilor în Războiul civil spaniol (1936-1939), împotriva fasciștilor lui Francisco Franco.

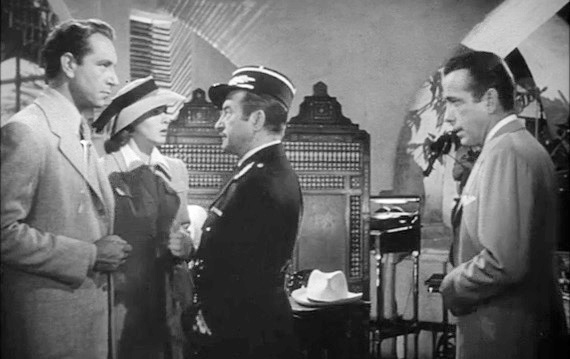
De la stânga la dreapta: Henreid, Bergman, Rains și Bogart

Ugarte (Peter Lorre), un criminal, ajunge la clubul lui Rick cu „scrisorile de tranzit” obținute prin omorârea a doi curieri germani. Acele documente îi permiteau deținătorului să călătorească liber prin regiunile din Europa controlate de germani, inclusiv în Lisabona neutră, și de acolo în Statele Unite ale Americii. Scrisorile sunt de neprețuit pentru refugiații ajunși în Casablanca. Ugarte intenționează să facă o avere, vânzându-le celui mai mare licitator, care era așteptat să vină la clubul lui Rick în acea noapte. Cu toate acestea, înainte ca schimbul să aibă loc, Ugarte este arestat de poliția locală, comandată de căpitanul Louis Renault (Claude Rains), un ofițer corupt al Regimului de la Vichy, care îi ajuta pe naziști. Renault și naziștii nu știu însă că Ugarte lăsase scrisorile, spre păstrare, lui Rick, deoarece: „cumva, doar fiindcă mă disprețuiești, ești singurul în care pot avea încredere”. Ugarte moare pe când se afla în custodia poliției fără să dezvăluie faptul că a încredințat scrisorile lui Rick.
În acel punct, motivul amărăciunii lui Rick reapare în viața sa. Fosta sa iubită, norvegiana Ilsa Lund (Ingrid Bergman), sosește la localul lui Rick. Văzându-l pe prietenul și pianistul lui Rick, Sam (Dooley Wilson), Ilsa îi cere să cânte "As Time Goes By". Când Rick este nervos, furios că Sam nu i-a ascultat ordinul de a nu mai cânta acel cântec, el este șocat să o vadă pe Ilsa. Ea este însoțită de soțul ei, Victor Laszlo (Paul Henreid), un lider renumit al Rezistenței Cehe, care încerca să scape de urmărirea naziștilor, și doreau să cumpere scrisorile. Cuplul avea nevoie de scrisori, pentru a putea ajunge în America, unde Laszlo își putea continua activitatea. Maiorul german Strasser (Conrad Veidt) sosește în Casablanca pentru a se asigura că Laszlo nu reușește. După terminarea programului, Ilsa se întoarce pentru a încerca să îi explice de ce a dispărut fără nicio explicație, dar Rick este beat și nu vrea să asculte.
A doua zi, Laszlo se întâlnește cu Signor Ferrari (Sydney Greenstreet), o figură majoră a lumii interlope și prietenosul rival în afaceri al lui Rick, pentru a-i cere o ofertă. Ferrari își exprimă bănuiala că Rick are scrisorile. Într-o întâlnire privată, Rick refuză să le vândă la orice preț, spunându-i lui Laszlo să o întrebe pe soția sale despre motivul refuzului său. Ei sunt întrerupți atunci când un grup de ofițeri naziști, conduși de maiorul Strasser (Conrad Veidt), începe să cânte „Die Wacht am Rhein”, un cântec patriotic german. Furios, Laszlo cere atunci orchestrei să cânte "La Marseillaise". Atunci când liderul formației se uită la Rick pentru a primi îndrumări, acesta dă din cap afirmativ. Laszlo începe să cânte, la început singur, apoi mulțimea i se alătură într-un acces de fervoare patriotică, cântecul germanilor nemaiputând să se audă. Drept răzbunare, Strasser îi dă dispoziție lui Renault să închidă clubul.
În acea noapte, Ilsa se întâlnește cu Rick, în clubul gol de oameni. Când acesta refuză să îi dea documentele, ea îl amenință cu un pistol, dar nu este capabilă să tragă pentru că încă îl iubește. Ea îi explică faptul că atunci când ei s-au întâlnit pentru prima oară și s-au îndrăgostit la Paris, ea credeea că soțul ei fusese ucis într-o încercare de evadare din lagărul de concentrare. Ulterior, în timp ce se pregătea să fugă cu Rick în fața iminentei ocupări a Parisului de către armata germană, ea a aflat că Laszlo era în viață și se ascundea. Ea l-a părăsit pe Rick fără să-i spună acestuia de soțul ei bolnav.

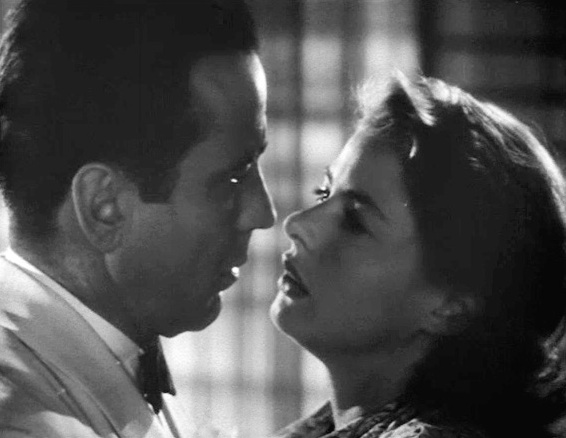
Bogart și Bergman

După acele dezvăluiri, foștii iubiți se împacă. Rick este de acord să-l ajute pe liderul Rezistenței să plece la Lisabona, lăsând-o să creadă că ea va rămâne cu el atunci când Laszlo va pleca. Atunci când Laszlo apare pe neașteptate, scăpând de o razie a poliției de la o reuniune a Rezistenței, Rick îl trimite pe chelnerul Carl (S. K. Sakall) să o conducă acasă pe Ilsa.
Laszlo arată că este conștient de dragostea lui Rick pentru Ilsa și încearcă să-l convingă să folosească scrisorile pentru a o pune pe aceasta la adăpost. Cu toate acestea, Laszlo este arestat pentru o acuzație minoră. Rick îl convinge pe Renault să îl elibereze, promițând înscenarea unei infracțiuni mult mai grave: posesia scrisorilor de tranzit. Pentru a înlătura suspiciunile lui Renault, Rick îi explică faptul că el și Ilsa vor pleca spre America.
Când Renault încearcă să-l aresteze pe Laszlo după cum era stabilit, Rick îl forțează să-l lase să scape, amenințându-l pe căpitan cu pistolul. În ultimul moment, Rick o convinge pe Ilsa să urce în avionul spre Lisabona, împreună cu soțul ei, spunându-i că ea ar regreta dacă va rămâne cu el: „Poate nu azi. Poate nu mâine, dar în curând și pentru restul vieții tale”.
Maiorul Strasser, chemat de Renault, ajunge la aeroport singur. Rick îl împușcă pe Strasser, atunci când acesta încearcă să îi oprească pe cei doi să plece din Casablanca. Când poliția ajunge acolo, Renault îi salvează viața lui Rick, spunându-le să „strângă suspecții obișnuiți”. Apoi îi recomandă lui Rick să plece împreună din Casablanca către Brazzaville (în Franța Liberă), iar ei dispar în ceață, Rick rostind cu acest prilej una dintre replicile de final cele mai faimoase din istoria filmului: „Louis, cred că ăsta este începutul unei prietenii frumoase”.

## Distribuție
- Humphrey Bogart - Rick Blaine
- Ingrid Bergman - Ilsa Lund
- Paul Henreid - Victor Laszlo

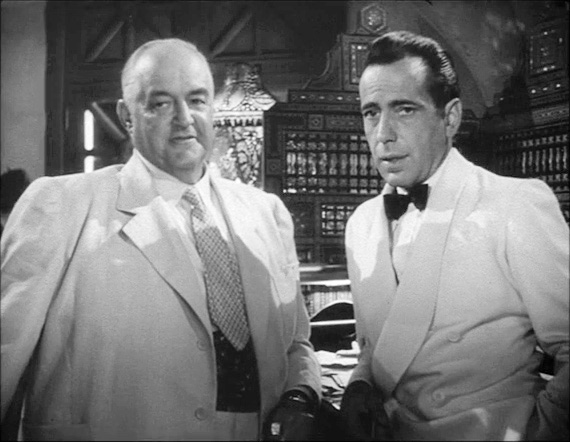
Greenstreet (stânga) și Bogart

- Sydney Greenstreet - Signor Ferrari
- Peter Lorre - Signor Ugarte
- Claude Rains - căpitanul Louis Renault
- Conrad Veidt - maiorul Heinrich Strasser
- Curt Bois - hoțul de buzunare
- Leonid Kinskey - Sasha, barmanul rus îndrăgostit de Yvonne.
- Madeleine LeBeau - Yvonne
- Joy Page - Annina Brandel, refugiată tânără din Bulgaria.
- John Qualen - Berger, omul lui Laszlo din Rezistență
- S.Z. Sakall (menționat ca S. K. Sakall) - chelnerul Carl. Actorul evreu-maghiar a fugit din Germania în 1939. Cele trei surori ale sale au murit mai târziu într-un lagăr de concentrare.
- Dooley Wilson - Sam.

## Producție și primire
Magia relației din film a lui Bogart și a lui Bergman a fost rezultatul unei actorii bune, nu a unei îndrăgostiri reale, cu toate că soția gelosă a lui Bogart, Mayo Methot, a susținut contrariul. În afara platoului, actorii au comunicat foarte puțin. Mai târziu, Bergman a spus despre Bogart: „L-am sărutat, dar nu l-am cunoscut niciodată.” Pentru că Bergman era mai înaltă, Bogart avea pantofi cu talpă groasă de 76 mm în unele scene.
Casablanca a primit premiul Oscar în 1944 pentru cel mai bun film, iar  Bogart a fost nominalizat la premiul Oscar pentru cel mai bun actor, dar acesta a fost câștigat de Paul Lukas pentru rolul din Va veni o zi... (Watch on the Rhine). Cu toate acestea, Casablanca a fost triumful lui Bogart. Cu acest film, Bogart a sărit de pe locul al patrulea pe primul loc în lista celor mai bune vedete ale studioului, depășindu-l pe James Cagney și a primit salariu dublu. În 1946, a câștigat 460 de mii de dolari americani pe an, devenind cel mai bine plătit actor din lume.
Bogart a participat la două turnee United Service Organizations și War Bond împreună cu Methot în 1943 și în 1944, făcând călătorii dificile în Italia și Africa de Nord (inclusiv Casablanca). El a fost obligat să joace în filme cu scenarii mai slabe, intrând în conflict cu biroul de marketing al studioului. A apărut în Conflict (1945, din nou alături de vedeta Sydney Greenstreet), dar a refuzat God is My Co-Pilot în același an.
Casablanca se află în fruntea a două versiuni ale listei 100 de ani...100 de filme realizată de Institutul American de Film. În 1998, a fost pe locul al doilea, după Cetățeanul Kane, iar în 2007, pe locul trei, după Cetățeanul Kane și Nașul. În lista celor mai pasionate 100 de filme, Casablanca este pe primul loc.

### Premii
Datorită lansării sale în noiembrie 1942, criticii de film din New York au decis să includă filmul în competiția pentru premiul Oscar pentru anul 1942 la categoria cel mai bun film. Casablanca a pierdut în fața filmului In Which We Serve. Cu toate acestea, Academia a declarat că, din moment ce filmul a fost lansat la începutul anului 1943, el va fi inclus pentru nominalizările din acel an. Casablanca a fost nominalizat pentru opt premii Oscar și a câștigat trei. Când s-a anunțat câștigarea Premiului Oscar pentru cel mai bun film, producătorul Hal B. Wallis s-a ridicat să ia premiul, dar l-a văzut pe Jack Warner grăbindu-se să ajungă pe scenă pentru a lua trofeul. Wallis și-a amintit mai târziu: "n-am avut nicio alternativă, decât să mă așez pe scaun din nou, umilit și furios... După aproape patruzeci de ani mai târziu, încă nu mi-am revenit din șoc."  Acest incident l-a determinat pe Wallis să plece de la Warner Bros. în aprilie.
| Premiu                  | Categorie                         | Nominalizat                                         | Rezultat     |
| ----------------------- | --------------------------------- | --------------------------------------------------- | ------------ |
| Premiile Oscar din 1944 | Cel mai bun film                  | Warner Bros. (Hal B. Wallis, producător)            | Câștigat     |
| Premiile Oscar din 1944 | Cel mai bun regizor               | Michael Curtiz                                      | Câștigat     |
| Premiile Oscar din 1944 | Cel mai bun actor                 | Humphrey Bogart                                     | Nominalizare |
| Premiile Oscar din 1944 | Cel mai bun scenariu adaptat      | Julius J. Epstein, Philip G. Epstein și Howard Koch | Câștigat     |
| Premiile Oscar din 1944 | Cel mai bun actor în rol secundar | Claude Rains                                        | Nominalizare |
| Premiile Oscar din 1944 | Cea mai bună imagine              | Arthur Edeson                                       | Nominalizare |
| Premiile Oscar din 1944 | Cel mai bun montaj                | Owen Marks                                          | Nominalizare |
| Premiile Oscar din 1944 | Cea mai bună melodie originală    | Max Steiner                                         | Nominalizare |

În 1989, filmul a fost selectat pentru a fi păstrat în National Film Registry al Statelor Unite ale Americii ca fiind "semnificativ din punct de vedere cultural, istoric sau estetic". În 2005 a fost inclus pe lista celor mai bune 100 de filme din ultimii 80 ani de către Time.com (filmele selectate nu au fost clasificate). În 2006, Writers Guild of America, west a votat scenariul filmului Casablanca ca fiind cel mai bun din toate timpurile în lista celor mai bune 101 de scenarii. Filmul a fost inclus de mai multe ori în clasamentele elaborate de American Film Institute.
| An   | Categorie                                                | Nominalizat            | Poziție                  |
| ---- | -------------------------------------------------------- | ---------------------- | ------------------------ |
| 1998 | AFI's 100 Years... 100 Movies                            |                        | 2                        |
| 2001 | AFI's 100 Years... 100 Thrills                           |                        | 37                       |
| 2002 | AFI's 100 Years...100 Passions                           |                        | 1                        |
| 2003 | AFI's 100 Years... 100 Heroes and Villains               | Rick Blaine (personaj) | 4                        |
| 2004 | AFI's 100 Years...100 Songs                              | "As Time Goes By"      | 2                        |
| 2005 | AFI's 100 Years... 100 Movie Quotes                      |                        | 5, 20, 28, 32, 43, și 67 |
| 2006 | AFI's 100 Years... 100 Cheers                            |                        | 32                       |
| 2007 | AFI's 100 Years... 100 Movies (10th Anniversary Edition) |                        | 3                        |

Șase replici din Casablanca au fost incluse în AFI's 100 Years... 100 Movie Quotes, cele mai multe din orice film. Acestea sunt:
- 5 - În cinstea ta, puștoaico.
- 20 - Louis, cred că acesta este începutul unei frumoase prietenii.
- 28 - Cântă, Sam. Cântă „As Time Goes By”.
- 32 - Adună suspecții obișnuiți.
- 43 - Vom avea mereu Parisul.
- 67 - Dintre toate cârciumile din lume, ea trebuia să intre tocmai în asta!